# Erysiphe alphitoides

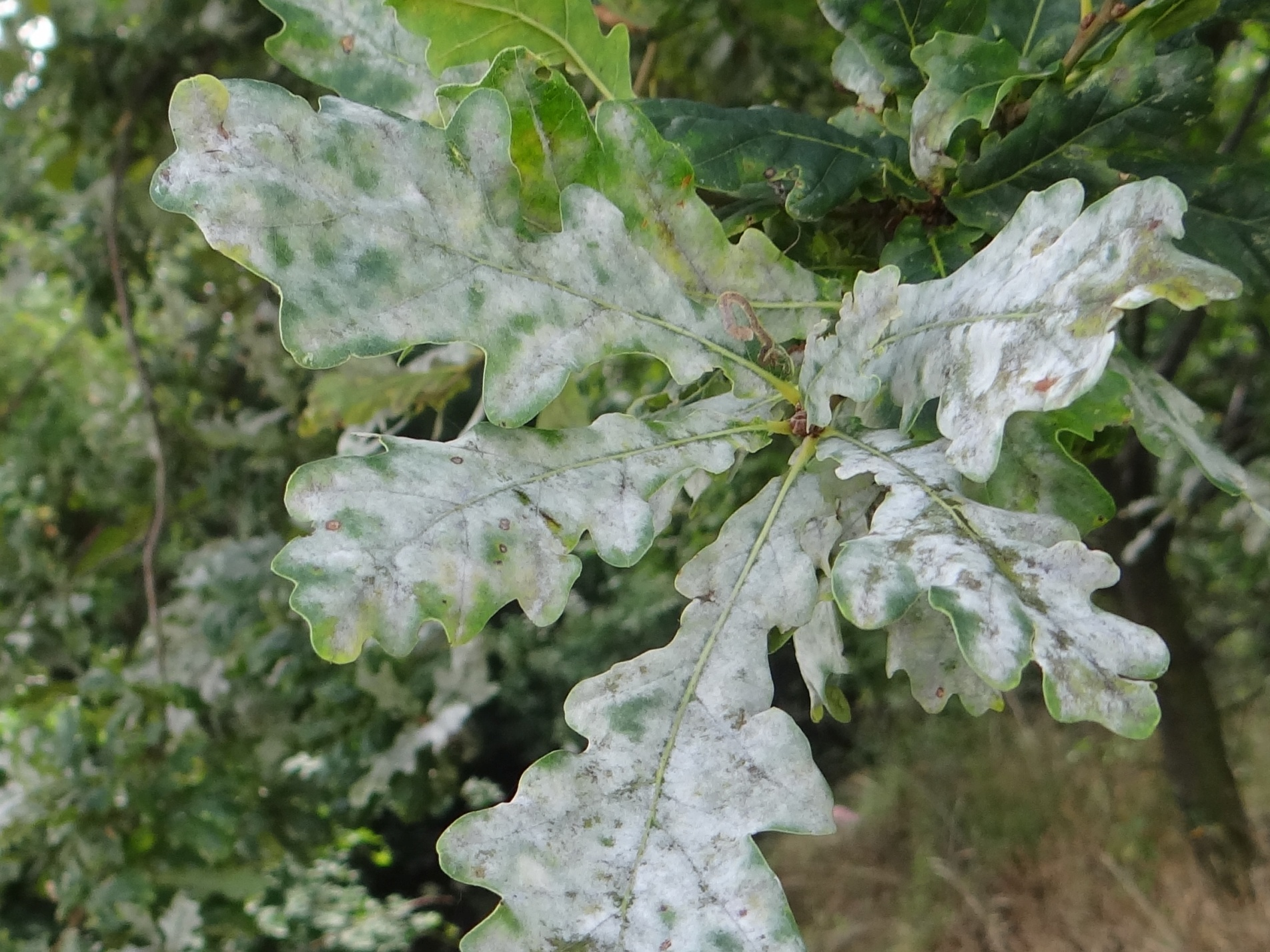
Grzybnia na liściach dębu

Erysiphe alphitoides (Griffon & Maubl.) U. Braun & S. Takam. – gatunek grzybów należący do rodziny mączniakowatych (Erysiphaceae). Grzyb mikroskopijny będący pasożytem bezwzględnym roślin, głównie dębów.
.

## Systematyka i nazewnictwo
Pozycja w klasyfikacji według Index Fungorum: Erysiphaceae, Helotiales, Leotiomycetidae, Leotiomycetes, Pezizomycotina, Ascomycota, Fungi.
Po raz pierwszy takson ten zdiagnozowali w 1912 r. Édouard Griffon i André Maublanc nadając mu nazwę Microsphaera alphitoides. Obecną, uznaną przez Index Fungorum nazwę nadali mu w 2000 r. U. Braun i S. Takam, przenosząc go do rodzaju Erysiphe.
Synonimy nazwy naukowej:
- Erysiphe alphitoides (Griffon & Maubl.) U. Braun & S. Takam. 2000 var. alphitoides
- Erysiphe alphitoides var. chenii (U. Braun) U. Braun & S. Takam. 2000
- Erysiphe quercina Schwein. 1834
- Microsphaera alphitoides Griffon & Maubl. 1912
- Microsphaera quercina (Schwein.) Burrill 1887
- Oidium alphitoides Griffon & Maubl. 1910
- Oidium quercinum Thüm. 1878
- Phyllactinia quercus (Mérat) Homma 1937[3].

## Morfologia
Na liściach porażonych roślin tworzy trwałą, białą grzybnię powietrzną, często zajmującą całą powierzchnię liścia. Grzybnia rozwija się tylko na powierzchni skórki liścia, zapuszczając do komórek skórki ssawki. Nie wnikają one jednak głębiej, niż do skórki. W grzybni na powierzchni liścia tworzą się bardzo liczne, wyprostowane, cylindryczne konidiofory o długości 15–30 μm i szerokości 6–9 μm, złożone z komórki podstawowej i 1–3 mniejszych komórek. Na szczycie konidioforów powstają w łańcuszkach bezbarwne, owalne, jednokomórkowe i cienkościenne konidia o wymiarach 20–55 × 13–27 μm. Pomiędzy konidioforami powstają, czasami dość licznie, kuliste klejstotecja o barwie od ciemnobrunatnej do czarnej. Mają średnicę 83–163 μm i posiadają dichotomicznie, wielokrotnie rozgałęzione przyczepki. Przyczepek tych jest 4–28, najczęściej 8–18 i wyrastają głównie w strefie równikowej klejstotecjów. Mają średnicę 8–25 μm, są sztywne, proste, lub zakrzywione, bezbarwne lub lekko wybarwione. Mają długość od 0,5 do dwukrotnej średnicy klejstotecjum, przeważnie 0,75–1,5. Są cienkościenne, gładkie, posiadają 0–2 przegrody. W pobliżu wierzchołka dichotomicznie rozgałęziają się 4–6 (7)-krotnie. Rozgałęzienia występują w regularnych odległościach i blisko siebie, ostatnie ich gałązki są zakrzywione. Worki o kształcie maczugowatym, w liczbie 5–16 w jednym klejstotecjum, siedzące, lub na krótkich trzonkach. Maja wymiary 45–80 × 30–55 μm. W każdym worku powstaje 8, wyjątkowo 6–8 elipsoidalnych askospor o kształcie od owalnego do niemal kulistego i wymiarach (14)–16–26 × 9–15 μm.

## Znaczenie
Pasożyt rozwijający się na liściach i pędach dębów i wywołujący chorobę zwaną mączniakiem prawdziwym dębu. Występuje na wielu gatunkach dębów: Quercus acutidentata, acutissima, alba, aliena, araxina, armeniaca, austriaca, arizonica, borealis, brutia, calliprinos, castaneaefolia, cerris, coccifera, coccinea, conferta, crispula, dentata, dschorachensis, fabri, griffithii, faginea, faginea x pubescens, frainetto, glandulifera, haas, hartwissiana, iberica, ilex, infectoria, ithaburensis, lanuginosa, iatungensis, lusitanica, mac-cormikii, macanthera, mongolica, olivaeformis, palustris, petraea, phylliraeoides, picta hort., pontica, pontica x robur, pseudococcifera, pubescens, pyrenaica, repanda, robur, rubra, schochiana, sempervirens, serrata, serratifolia, sieboldii, thomasii, trojana, variabilis, vibreyana, ale także na niektórych innych gatunkach drzew: Castanea crenata, Castanopsis cuspidata, Cyclobalanopsis (gilva, glauca, myrsinaefolia, salicina var. stenophylla), Fagus sylvatica, Pasania sieboldii, okazjonalnie na Aesculus, Cotinus i Mangifera (głównie w postaci anamorfy). W Polsce stwierdzono występowanie na wielu gatunkach dębów oraz na buku zwyczajnym.
Początkowo występował w Ameryce Północnej i Południowej. W Europie zaobserwowano go po raz pierwszy w 1907 r. Rozprzestrzenił się po całej Europie, Azji, Afryce Południowej, Australii, Nowej Zelandii. Obecnie występuje niemal na całym świecie.